# ان‌جی‌سی ۶۱
ان‌جی‌سی ۶۱ (به انگلیسی: NGC 61) یک برهم‌کنش کهکشان با قدر ظاهری ۱۵ است که در صورت فلکی ماهی قرار دارد.